# Juha Leiviskä
Juha Leiviskä, né le 17 mars 1936 à Helsinki et mort le 9 novembre 2023, est un architecte finlandais.

## Biographie
Juha Leiviskä est le fils de l'ingénieur Toivo Ilmari Leiviskä et de la professeur Sonja Jämsén-Astala.
Il étudie l'architecture à l'université technologique d'Helsinki et en sort diplômé en 1963. Il crée son propre cabinet d'architecte en 1964, alors qu'il est également professeur assistant à l'université technologique d'Helsinki.
Juha Leiviskä travaille également en collaboration avec l'architecte Bertel Saarnio. Ensemble, ils remportent le concours pour la conception de la mairie de Kouvola (1964-1968), qui est aujourd'hui considérée comme une des constructions majeures en Finlande pendant les années 1960. Cette construction attire l'attention des critiques sur le jeune architecte.
C'est plus particulièrement grâce à ses constructions d'églises dans diverses régions de Finlande pendant les années 1970, 1980 et 1990, que Leiviskä acquiert une renommée mondiale. Il utilise, dans chacune de ces églises, un langage architectural similaire.
Son style combine une sensibilité presque théâtrale à l'utilisation de la lumière naturelle des églises baroques allemandes, associée à des principes de compositions du mouvement De Stijl. Il utilise régulièrement, par exemple, des murs libres disposés parallèlement qui définissent et façonnent des espaces sans pour autant les cloisonner.
Juha Leiviskä est également le designer des lampes de certaines de ses églises, comme celles de l'église de Männistö (1992), à Kuopio. Ces lampes sont aujourd'hui commercialisées par Artek.
Juha Leiviskä collabore avec l'architecte Vilhelm Helander. Ils possèdent un cabinet d'architecte : « Vilhelm Helander, Juha Leiviskä arkkitehdit SAFA ».

## Récompenses
- 1982, Prix d'architecture de l’État finlandais
- En 1992 il est nommé « artiste professeur » par la présidente finlandaise, Tarja Halonen.
- 1992, Médaille Pro Finlandia
- En 1994, il est nommé membre de l'American Institute of Architects.
- 1994, Médaille du Prince Eugène
- En 1995, il remporte le prix Carlsberg en architecture.
- En 1997, il devient membre de l'Académie de Finlande en architecture, suivant ainsi Alvar Aalto et Reima Pietilä
- En 2008, il remporte le célèbre prix Antonio-Feltrinelli décerné par l'Académie des Lyncéens.
- En 2010, Kirkon kulttuuripalkinto, pour ses conceptions d'églises et autres espaces sacrés[3]
- En 2013, Taiteilijaeläke[4]
- En 2017, Mikael Agricolan risti[5]
- En 2020, The Daylight Award for Architecture 2020 [6]

## Principales réalisations

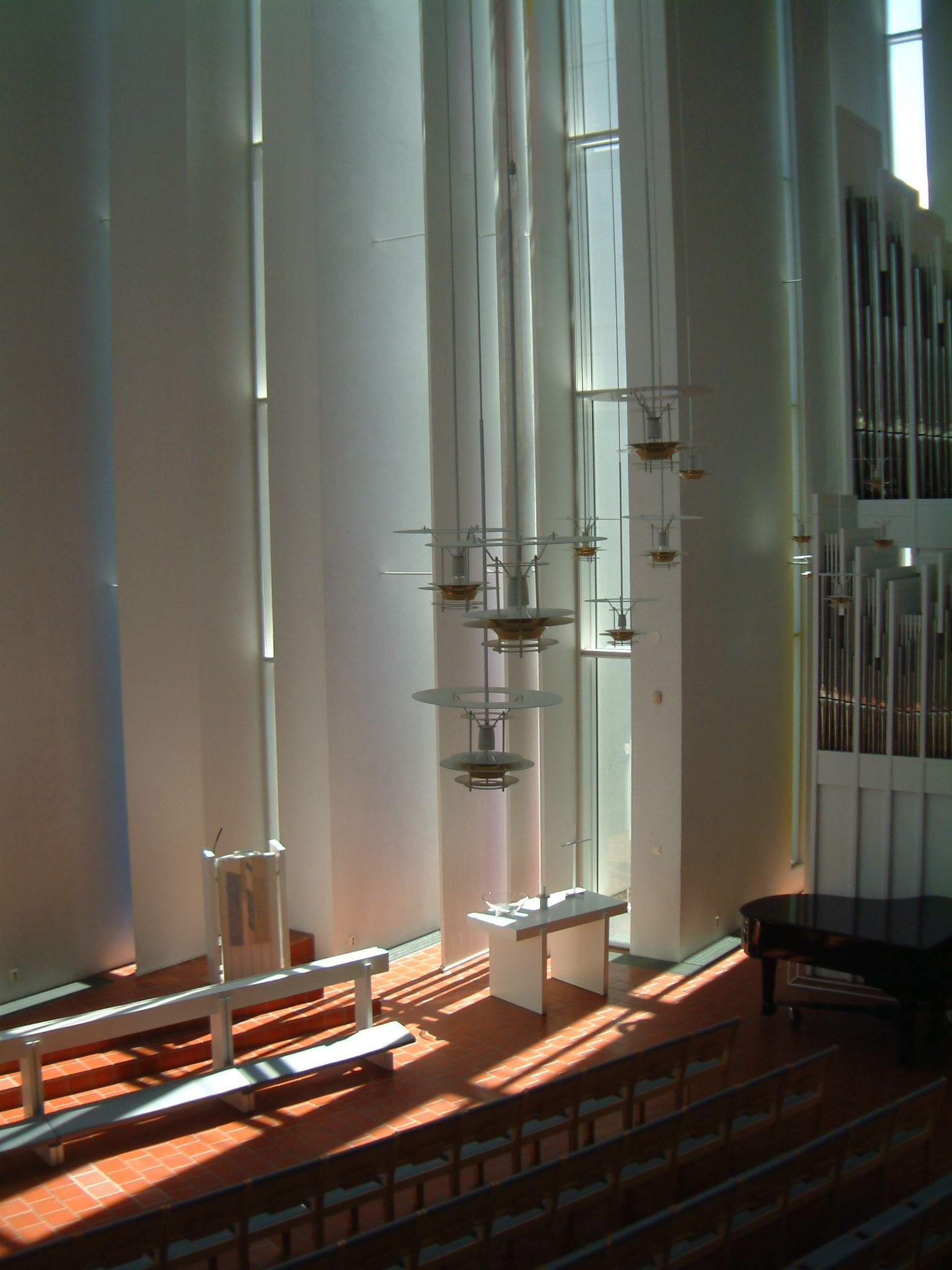
Église de Männistö.

- Mairie de Kouvola, Kouvola (1968)[7]
- Maison paroissiale, Nakkila (1970)
- Église Saint-Thomas, Puolivälinkangas, Oulu (1975)
- Restauration de l'ancienne maison des étudiants , Helsinki (1980)[8]
- Église de Myyrmäki, Vantaa (1984)
- Centre paroissial, Kirkkonummi (1984)
- Restauration et extension de la chapelle "Harju", Mikkeli
- Bibliothèque de Vallila, Helsinki (1991)[9]
- Complexe résidentiel d'Auroranlinna, Länsi-Pasila, Helsinki (1990)[10]
- Église de Männistö, Kuopio (1992)
- Ambassade d'Allemagne, Kuusisaari, Helsinki (1993)
- Église du bon pasteur, Pakila, Helsinki (2002)
- Annexe au centre Dar Al-Kalima de Bethléem, Palestine (2005)
- Maison de la culture Sandels (fi), Töölö, Helsinki (2007)[11]
- École Suédoise des sciences sociales (fi), Helsinki (2009)
- Résidence Kipparintalo, Kalasatama, Helsinki (2016)

## Galerie

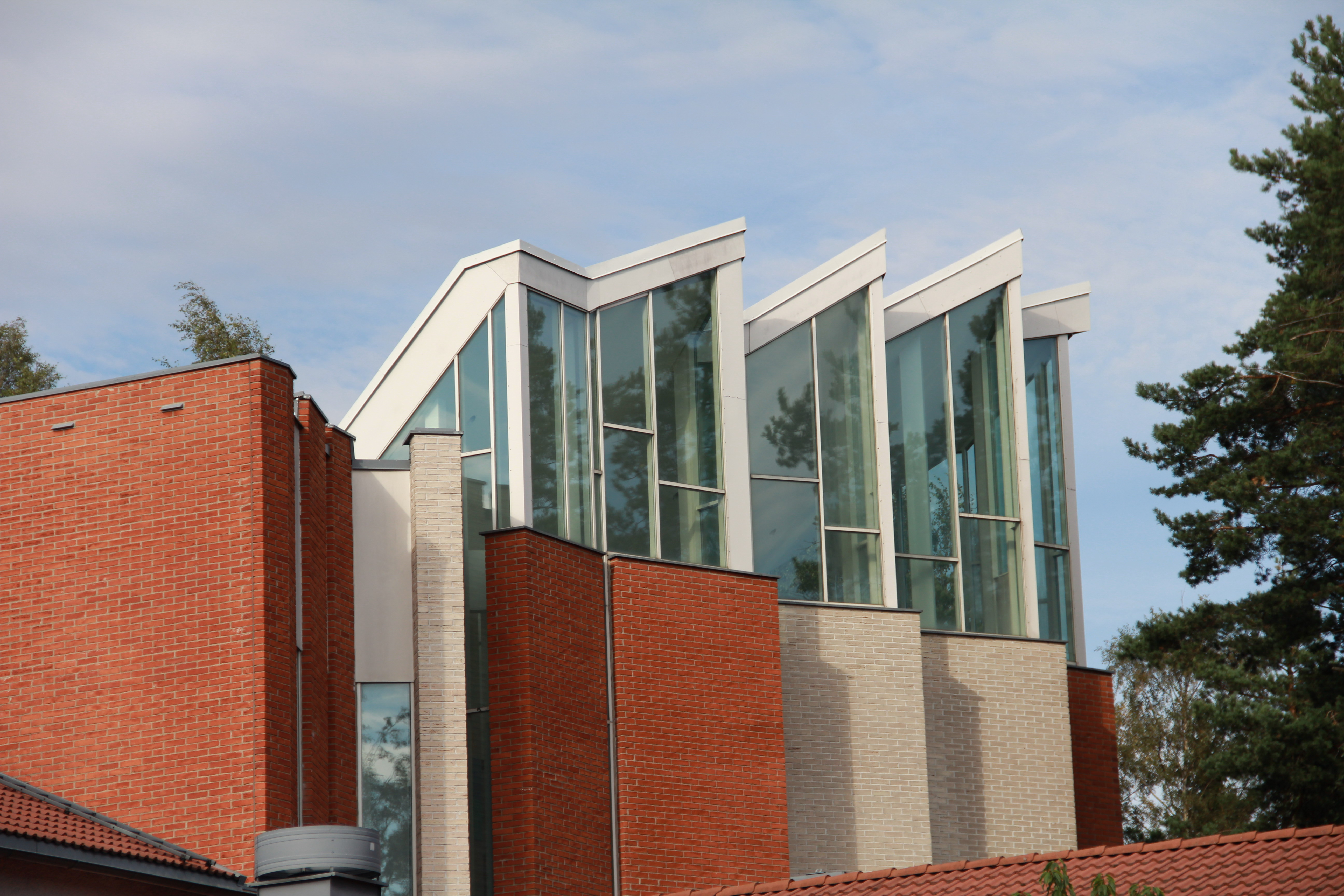
Église du bon pasteur, Pakila.
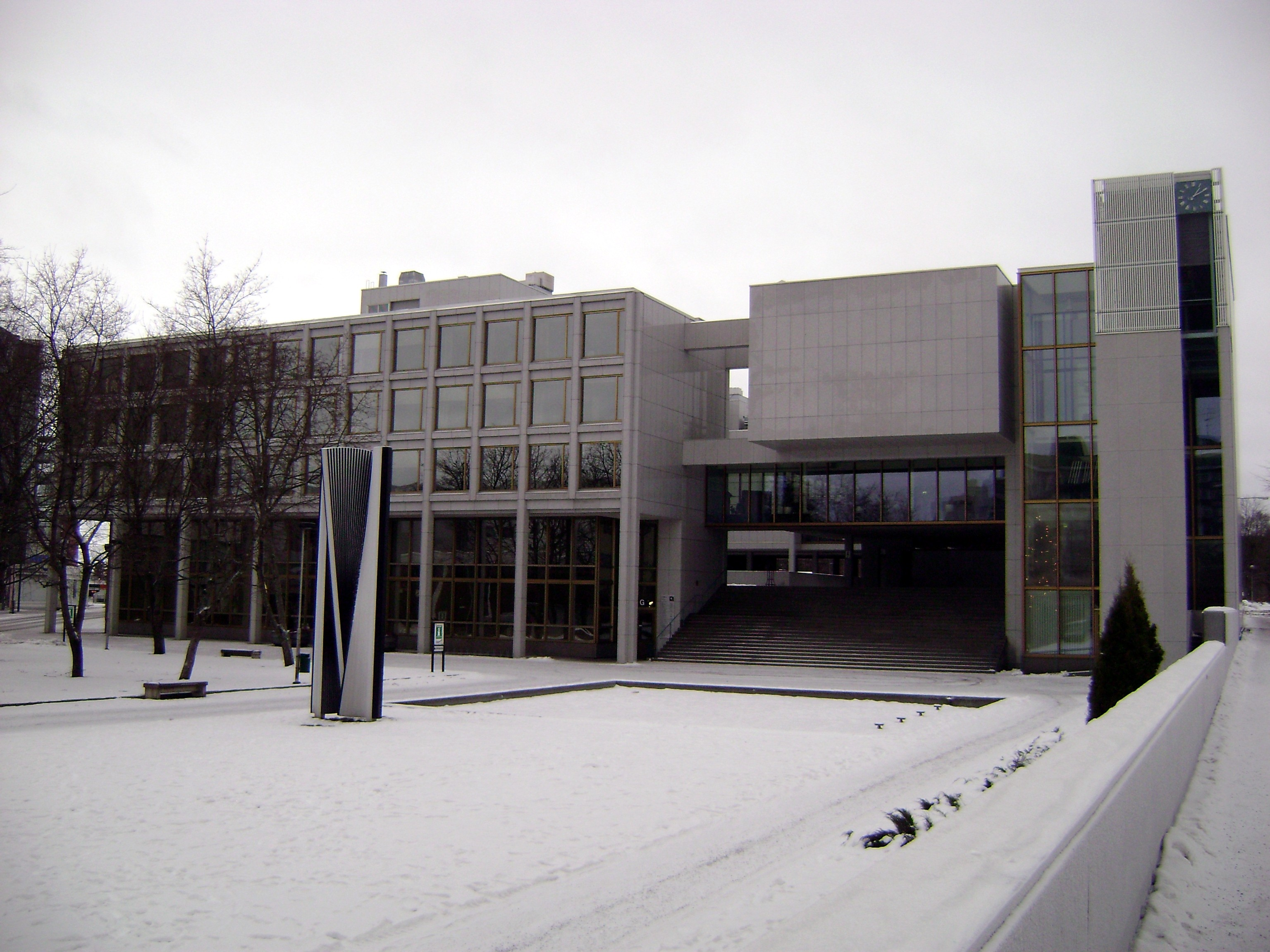
Mairie de Kouvola.
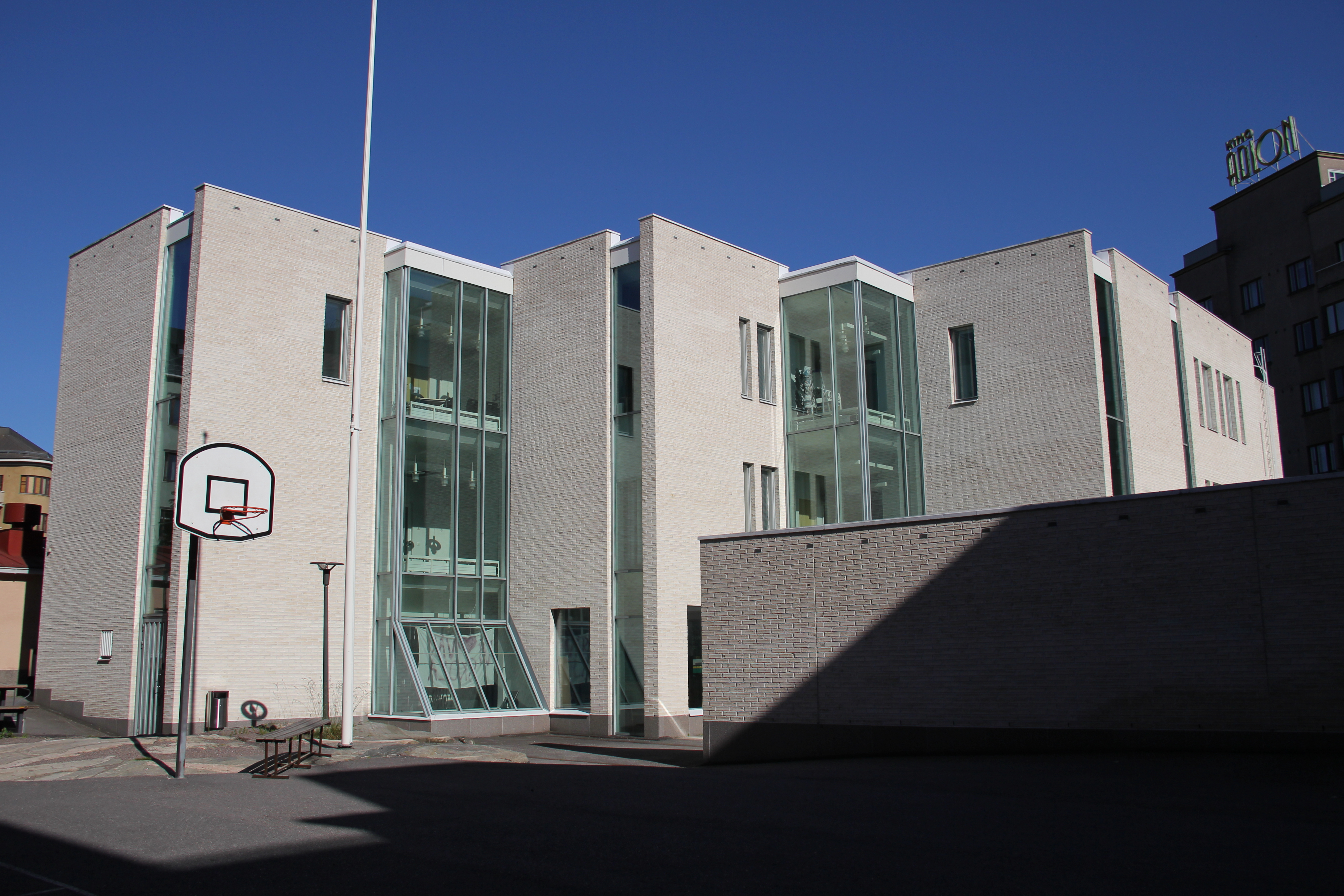
Maison de la culture Sandels, Töölö.
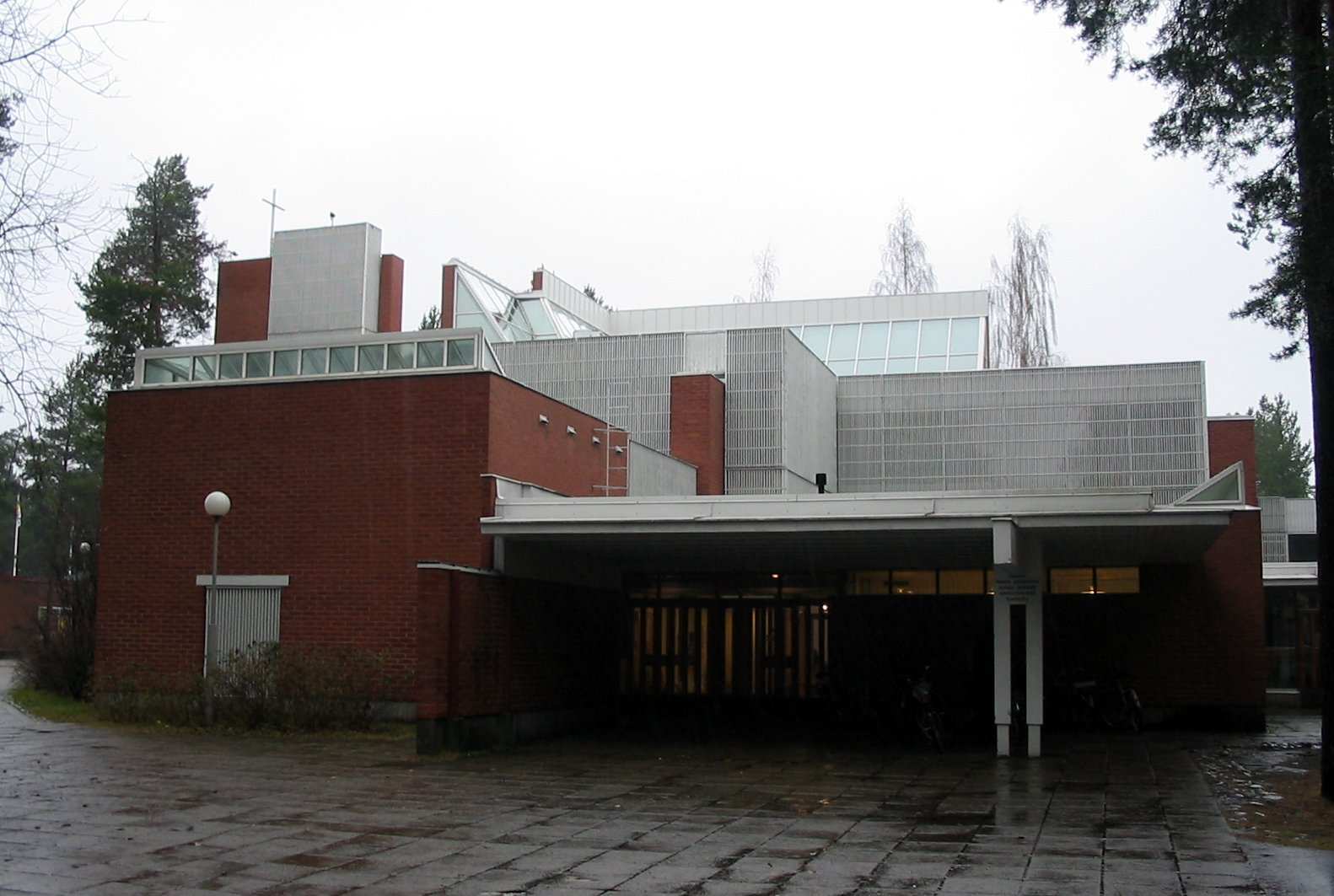
Église Saint-Thomas, Oulu.
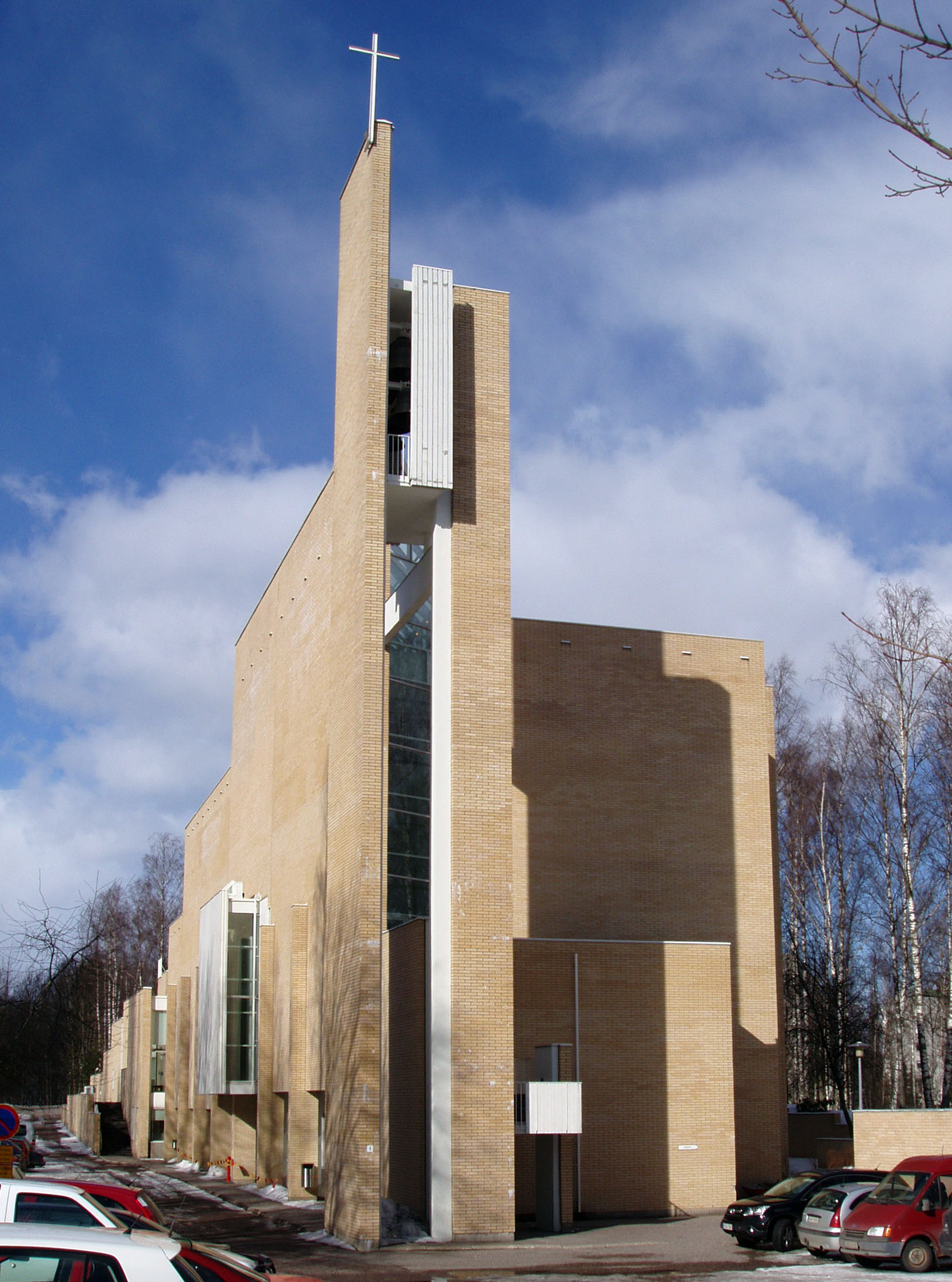
Église de Myyrmäki.
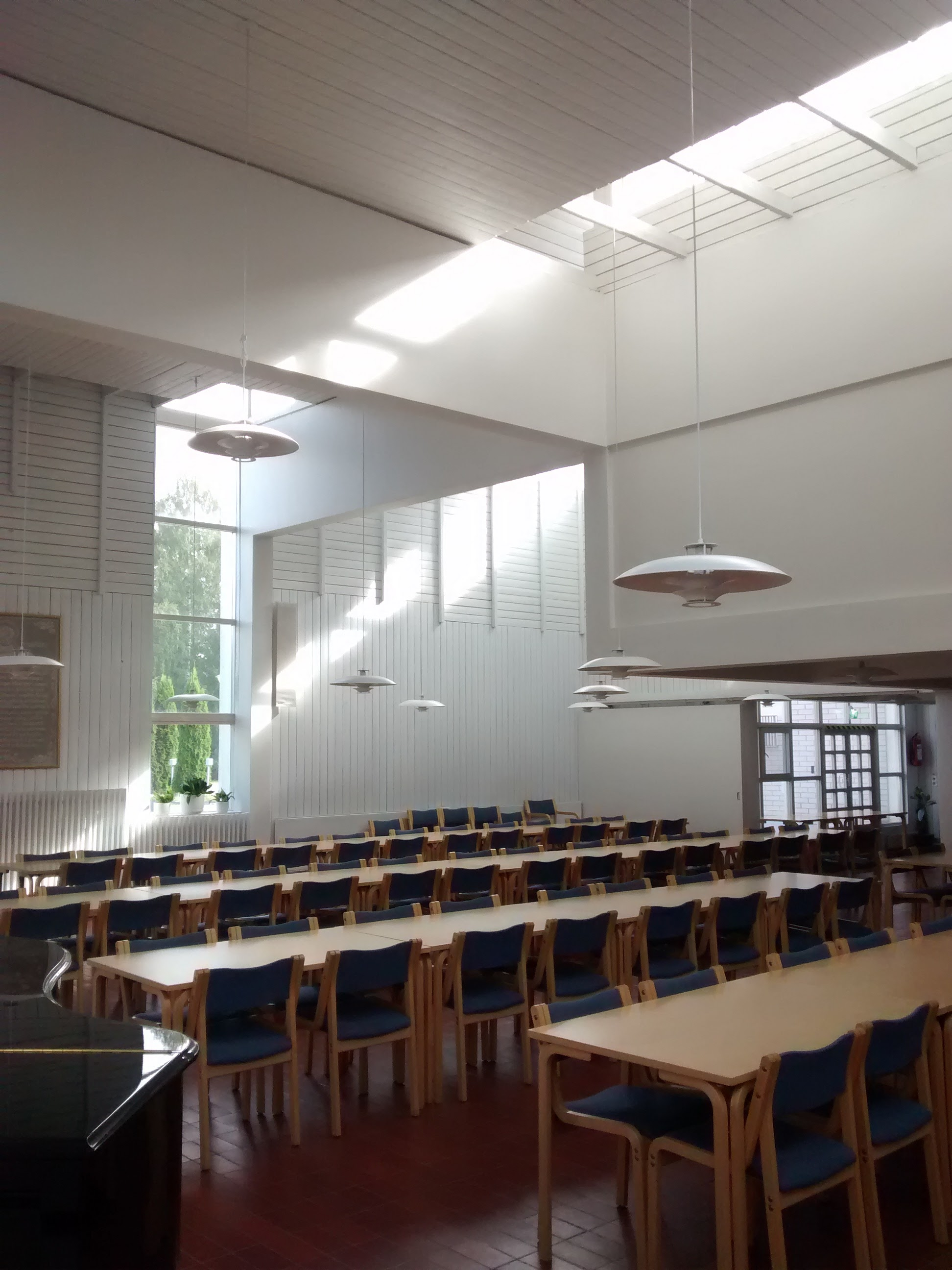
Maison paroissiale de Nakkila.
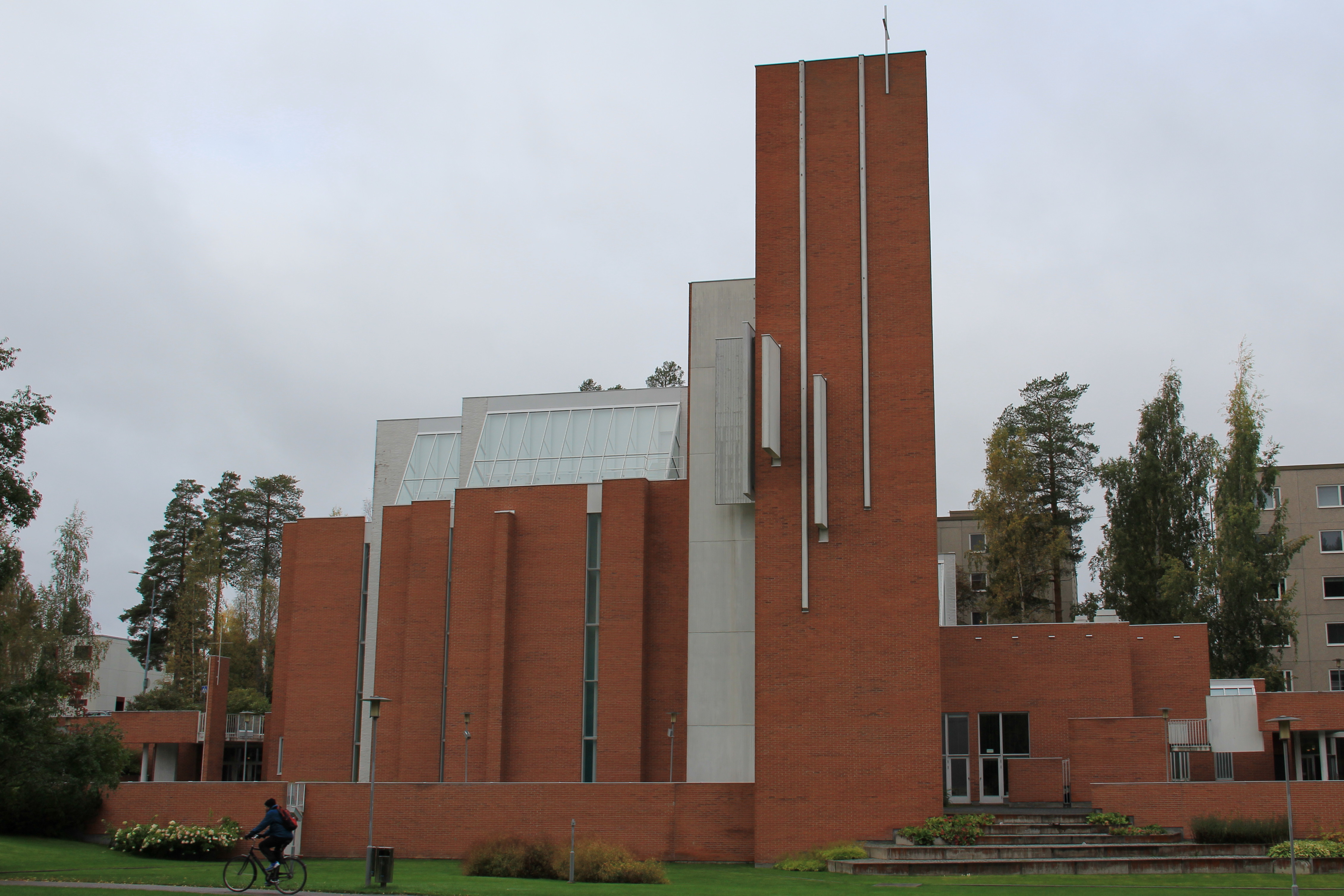
Église de Männistö.
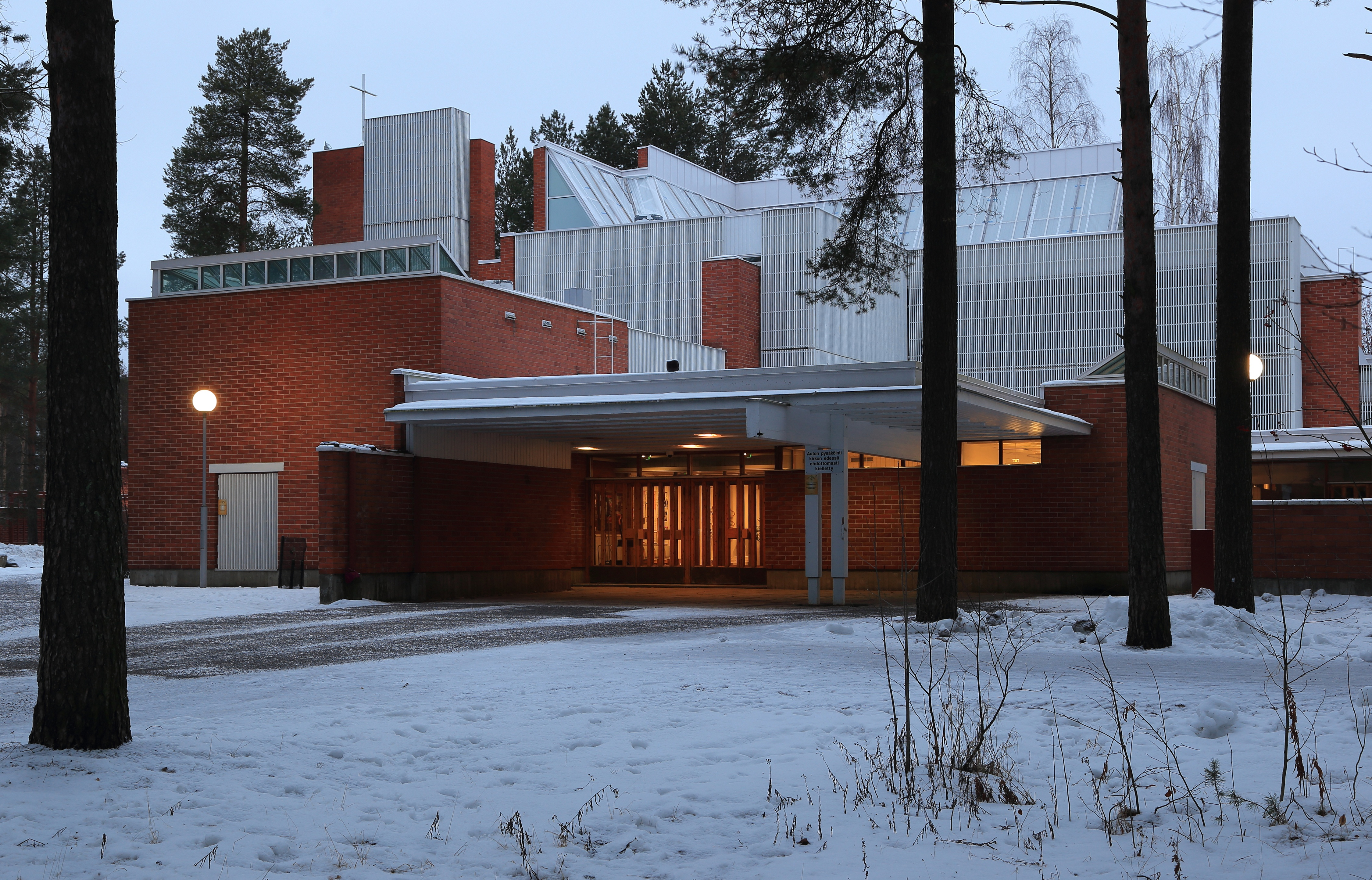
Église Saint-Thomas.